# Orseolia bonzii
Orseolia bonzii är en tvåvingeart som beskrevs av Harris 2000. Orseolia bonzii ingår i släktet Orseolia och familjen gallmyggor.
Artens utbredningsområde är Nigeria. Inga underarter finns listade i Catalogue of Life.